# Elgygytgyn
Elgygytgyn (ros. Эльгыгытгын) – jezioro meteorytowe w azjatyckiej części Rosji, w Czukockim Okręgu Autonomicznym. Nazwa pochodzi z języka czukockiego i oznacza ‘białe jezioro’.
Leży w północnej części Płaskowyżu Anadyrskiego na wysokości 489 m n.p.m.; powierzchnia 119 km²; maksymalna głębokość 169 m; zasilanie głównie śniegowe. Średnica wynosi 18 km. Wiek krateru ocenia się na 3,5 mln lat.
Z jeziora Elgygytgyn wypływa rzeka Enmywaam, jedna z rzek tworzących Biełą.